# 佩德罗·帕特诺
佩德罗·帕特诺（Pedro Paterno、1857年2月17日—1911年4月26日）又佩德罗·亚历杭德罗·帕特诺·德·维拉·伊格纳西奥（Pedro Alejandro Paterno y Debera Ignacio、Pedro Alejandro Paterno y de Vera-Ignacio）菲律宾的独立活动家，革命家。1899年5月8日至1899年11月13日2任菲律宾臨時政府的總理。

## 外部連結
- Pedro Paterno （英文）
- Pedro Paterno's Proclamation of War on June 2, 1899 （页面存档备份，存于） （英文）
- Paterno, Pedro A. (Pedro Alejandro) （页面存档备份，存于） （英文）

| 前任： 阿波里納里奧·馬比尼 | 菲律宾的革命臨時政府總理 1899年5月8日-1899年5月7日            | 繼任： 佩德罗·帕特诺                             |
| 前任： 佩德罗·帕特诺       | 菲律宾的革命臨時政府總理 （名義上） 1899年5月8日-1901年4月1日 | 繼任： Jorge B. Vargas （菲律宾第二共和国 代理） |